# Simon Dekker
Simon Titus Dekker is een personage uit de Nederlandse soapserie Goede tijden, slechte tijden. De rol werd op 1 oktober 1990 geïntroduceerd en werd gespeeld door acteur Rick Engelkes. Engelkes onderbrak zijn werkzaamheden bij de soap tussen mei 1994 en november 1997 en opnieuw tussen januari 1998 en januari 2003. In april 2003 overleed het personage. Het personage was een Nederlandse bewerking van het personage Bruce Russell uit The Restless Years.
Het personage Simon Dekker speelde een leidende hoofdrol in de twee afleveringen van Goede tijden, slechte tijden die tot op de dag van vandaag de meeste kijkers wisten te trekken. Op 28 maart 2003, de 2500e aflevering, werd Simon voor het altaar neergeschoten. De desbetreffende aflevering werd door 2.710.000 kijkers bekeken. Het huwelijksfeest van Simon en Annette van Thijn op 26 november 1991, wist ruim 2,6 miljoen kijkers te trekken en is daarmee na aflevering 2500 de best bekeken aflevering van de serie ooit.

## Rolbeschrijving
Dekker is een arts, bekend als Dokter Simon en de broer van Linda Dekker. In de eerste afleveringen is hij de jonge huisarts die op een voorbeeldige manier carrière heeft gemaakt. Hij is een integere man die klaar staat voor vrienden en familie. Zijn ouders is hij op jonge leeftijd verloren en zijn maatschappelijke succes heeft hij te danken aan de inspanningen van zijn oud-lerares Helen Helmink die voor Simon en Linda zorgde. In de serie trouwde hij met zijn grote liefde Annette van Thijn die op tragische wijze omkwam. Sindsdien was Simon een stuk minder stabiel, piekerde meer en zat in de knoop met zichzelf. Hoewel hij iets kreeg met Janine Elschot is hun relatie niet altijd even rotsvast. Dit komt doordat Simon aan de drank gaat en ook een onenightstand heeft met Martine Hafkamp. Uiteindelijk sluit hij zijn praktijk om het verleden af te sluiten en wordt fotograaf. Voor een fotoshoot vertrekt hij richting IJsland waar hij vermist raakt.
In seizoen 8 maakt hij een comeback, hij noemt zichzelf Einar en werkt op een schip dat aanmeert in Meerdijk. Uiteindelijk begint zijn geheugen terug te komen en ook zijn liefde voor Janine Elschot, dit blijkt wederzijds te zijn hoewel Janine getrouwd is en een gezin heeft. Haar echtgenoot, Ludo Sanders, ziet dit met lede ogen aan en onderneemt actie door uiteindelijk Linda Dekker terug te halen. Simon kiest voor een leven met Linda en haar echtgenoot Erik en vertrekt uit Meerdijk.
In seizoen 13 maakt hij voor de laatste keer zijn comeback, hij wil in zijn geboorteplaats trouwen en hij hoopt dat Janine hem wil helpen bij de voorbereidingen. Janines liefde voor Simon laait weer op, ditmaal lijkt het niet wederzijds. Op het moment dat hij zijn jawoord aan zijn bruid Esther wil geven, kijkt hij aarzelend naar Janine. Op datzelfde moment klinken er schoten, Simon wordt getroffen en overlijdt enkele dagen later in het ziekenhuis.